# Lecueita
Lecueita, Lecuita o Lecueta es una aldea desaparecida que perteneció a Santa Cilia, comarca de la Jacetania, Huesca, Aragón.

## Ubicación
La verdadera ubicación de la aldea es en Santa Cilia, más específicamente entre Binacua y Arrés. Otras fuentes lo ubican entre Santa Cilia y Baraguás o cerca de Berbusa, aunque estas dos últimas son muy imprecisas.
En Santa Cilia junto a la Cabañera Real hay un cerro llamado San Jaime, es posible que esta fuera la ubicación del asentamiento, ya que se documenta su iglesia de San Jaime al lado de la cabañera. Un documento de 1798 explica que en Murillo de Gállego hay un cerro llamado San Jaime donde se encuentran vestigios de población, es bastante improbable que esa sea la ubicación de Lecueita, puesto que está muy lejos de Santa Cilia.

## Toponimia
Es mencionado de varias formas dependiendo de la época: Lecueita, Lecuyta, Lecuita, Lecueta, ...

## Historia
En el año de 1214 García Aparicio y Sancha, su mujer, acuerdan pagar al monasterio de Irache la pecha anual de seis sueldos, ellos y sus sucesores, con la garantía de una viña en Lecueita.
La aldea contaba con una parroquia, donde los peregrinos del Camino de Santiago paraban a rendir culto al apóstol.
Existe documentación manipulada sobre esta localidad, es mencionada en una donación de villas al monasterio de San Juan de la Peña por el rey Sancho Garcés II de Navarra en el año 989, ⁣ este monasterio no apareció hasta más tarde, aunque antes ya había centros monásticos con advocación a San Juan y que posteriormente fueron anexados por el de San Juan de la Peña.